# Austropentura victoria
Austropentura victoria är en bäcksländeart som beskrevs av Joachim Illies 1969. Austropentura victoria ingår i släktet Austropentura och familjen Austroperlidae. Inga underarter finns listade i Catalogue of Life.